# Pedro María Ramírez Ramos
Pedro María Ramírez Ramos (ur. 23 października 1899 w La Plata, zm. 10 kwietnia 1948 w Armero) – kolumbijski duchowny zwany jako „ksiądz z Armero”, męczennik, błogosławiony Kościoła katolickiego.
Urodził się 23 października 1899 w miejscowości La Plata (departament Huila). Jego rodzice, Ramón Ramírez Flórez i Isabel Ramos, pobrali się cztery lata przed jego narodzinami. Miał sześcioro rodzeństwa, dwaj jego bracia zostali kapłanami.
W 1931 przyjął święcenia kapłańskie, w 1948 był proboszczem w Armero (departament Tolima).
10 kwietnia 1948 podczas zamieszek, wywołanych zabójstwem polityka Jorge Eliécera Gaitána, zginął z rąk bojówkarzy, którzy weszli do kościoła, gdzie pełnił posługę.
7 lipca 2017 papież Franciszek podpisał dekret uznający jego męczeństwo. 8 września tego samego roku podczas wizyty papieża w Kolumbii, razem z innym męczennikiem, Jesúsem Emiliem Jaramillem Monsalvem został ogłoszony błogosławionym.